# 牟田圭吾
牟田 圭吾（むた けいご、1979年8月21日 - ）は、日本の俳優。

## 略歴
神奈川県横浜市出身。
無名塾（2003年4月、26期入塾）、劇団グスタフを経てオフィスジョイ所属。

## 主な出演

### 舞台
- ハムレット -（フランシスコー役）
- 永遠の空 -（朝倉少尉役） - 原作／米倉良一 知覧特攻早春譜 より
- 欲望という名の電車 -（医者役）
- Last Five Days〜死への5日間〜 -（宮原田役）-原作／根本順善 敷島隊最後の5日間 より
- アンネその軌跡 -（クラーレル役）- 原作／アンネの日記より
- ゴドーを待ちながら　-（エストラゴン役）
- 友子の恋- (田所健役)　-演出／抱晴彦 作／美南富貴子
- 22歳の贈り物 -（ホイットニー准将役） - 演出／抱晴彦、原作／ベアテ・シロタゴードン 1945年のクリスマスより
- 狛江市文化振興事業団主催　アンネその軌跡 -（ナチスドイツ将校役） - 演出／抱晴彦、原作 アンネの日記より
- 調布市教育委員会・調布市主催　光を下さい -（室井刑事役）- 演出／抱晴彦、作／美南富貴子
- スウェーデン大使館公演　スタンダード・セレクション -（レンナート役）- 演出／抱晴彦、作／アグネータ・プレイェル、訳／山本陽子
- スウェーデン大使館公演　幽霊ソナタ -（黒い服の女役）- 演出／抱晴彦、作／ストリンドベリー
- 芸術文化振興基金助成事業　シンクロナイズ・プロデュース　おしっこ -（2007年）- 作・演出／久次米健太郎、参考・谷川俊太郎 おしっこ
- シンクロナイズ・プロデュース 　約束　-（2007年、柳原房夫役）- 作・演出／久次米健太郎
- 芸術文化振興基金助成事業　シンクロナイズ・プロデュース　夏の路地 -（2008年、郁男役）- 作・演出／久次米健太郎、原作／中上健次 岬 より
- TENUGUI　THE DUMB WAITER　-（2008年、ガス役・演出）
- 東京セレソンデラックス　流れ星　-（2009年、中富先生役）-  作・演出／宅間孝行
- 東京セレソンデラックス　What a wonderful life! -（2010年、山本役）- 作・演出／宅間孝行
- シンクロナイズ・プロデュース　猫 -（2010年、片目のカラス役）- 作・演出／久次米 健太郎
- 劇団ギルド　二人の糸 - (2010年、惣一役) -演出／高谷 信之、作／藤尾 京子
- 劇団ギルド　BUS 2 - (2010年、青崎役) -作・演出／高谷信之

### CM
- キヤノン テレビCM「人がいる、キヤノンがある」企画書編（2007年）

### その他
- WILLCOM スチール「もう一つの未来」（2008年）
- フィリップス シェーバー VP
- アサヒ 店舗VP「極旨」夏編、秋編
- 昭和リース VP